# Province de Palena
Pour les articles homonymes, voir Palena.
La province de Palena est une province chilienne située au sud-est de la région des Lacs. Elle a une superficie de 15 301,9 km² pour une population de 18 971 habitants. Sa capitale provinciale est la ville de Futaleufú. Son gouverneur actuel est Claudio Leiva Valenzuela.

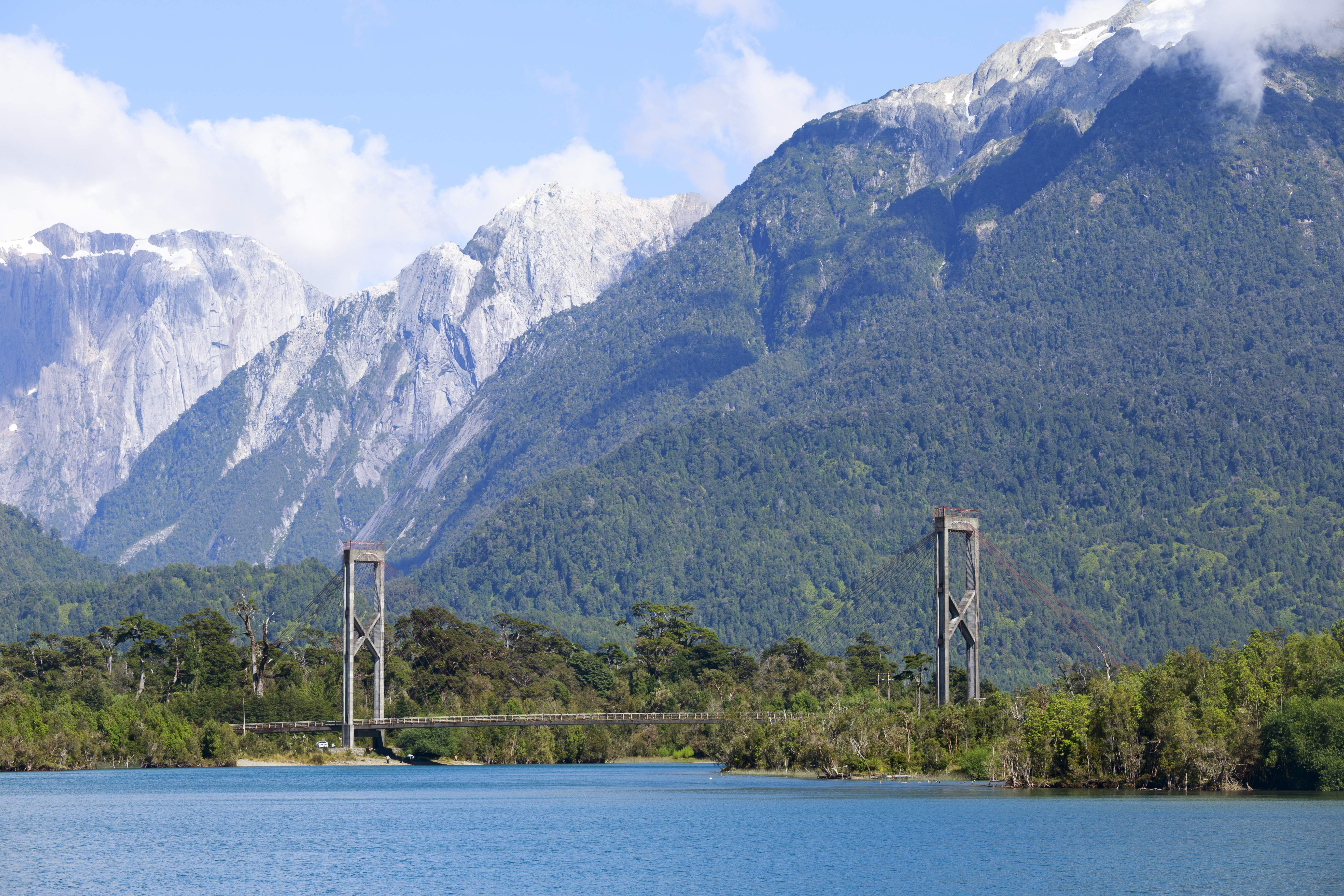
Pont sur la rivière Yelcho

## Communes
La province est divisée en 4 communes  : 
- Chaitén
- Futaleufú
- Hualaihué
- Palena